# Capital Regional District
Der Capital Regional District (CRD) ist ein Bezirk in der kanadischen Provinz British Columbia. Er umfasst die Südspitze von Vancouver Island, die südlichen Gulf Islands und weitere kleine Inseln. Der Bezirk ist 2.340,49 km² groß und zählt 383.360 Einwohner (2016). Beim Zensus 2011 zählte der Bezirk 359.991 Einwohner. Hauptort ist Victoria.
Der Bezirk CRD ist nicht identisch mit der Region Greater Victoria, auch wenn die beiden Gebiete zu einem erheblichen Teil deckungsgleich sind.

## Administrative Gliederung

### Städte und Gemeinden
| Ort             | Status                | Bevölkerung |
| Central Saanich | District municipality | 16.814      |
| Colwood         | City                  | 16.859      |
| Esquimalt       | District municipality | 17.655      |
| Highlands       | District municipality | 2.225       |
| Langford        | City                  | 35.342      |
| Metchosin       | District municipality | 4.708       |
| North Saanich   | District municipality | 11.249      |
| Oak Bay         | District municipality | 18.094      |
| Saanich         | District municipality | 114.148     |
| Sidney          | Town                  | 11.672      |
| Sooke           | District municipality | 13.001      |
| Victoria        | City                  | 85.792      |
| View Royal      | Town                  | 10.408      |

### Gemeindefreie Gebiete
- Capital F (auch als Salt Spring Island Electoral Area bezeichnet)
- Capital G (auch als Southern Gulf Islands Electoral Area bezeichnet)
- Capital H (auch als Juan de Fuca Electoral Area bezeichnet)